# Oropezella arara
Oropezella arara är en tvåvingeart som beskrevs av Smith 1962. Oropezella arara ingår i släktet Oropezella och familjen puckeldansflugor. Inga underarter finns listade i Catalogue of Life.